# Matthew Wilson
Matthew Wilson (Cockermouth, Reino Unido, 29 de Janeiro de 1987) é um piloto inglês de ralis. Está presente no Campeonato Mundial de Rali (WRC). É filho do patrão da equipa da Ford a M-Sport e antigo piloto do WRC Malcolm Wilson.

## Carreira
Competiu no seu primeiro rali, em 2003 no Rally Malcolm Wilson, como co-piloto de seu pai, e que acabaram por ganhar o evento. A sua primeira prova no WRC foi no Rali da Grã-Bretanha em 2004, acabando em 13º lugar da geral. Foi um dos seis pilotos e navegadores seleccionados pelo MSA British Rally Elite, que participaram num plano de treino designado para jovens britânicos em 2005, e tornou-se no mais novo a vencer o Campeonato Britânico de Rali no mesmo ano em que ganhou o Trackrod Rally, com apenas 18 anos, 8 meses e 5 dias.
Contudo em abril de 2005, num dia de teste para o International Rally of Wales, saiu de estrada numa recta e em 6ª velocidade na altura em que estava a liderar a prova. Partiu o pulso direito e antebraço esquerdo, e desmanchou o joelho direito. O seu co-piloto Scott Martin, partiu a perna esquerda. Mesmo agora, e quase dois anos depois, quando Matthew flete o joelho direito, o parafuso que foi usado para estabilizar a fractura ainda é visivel.
Quando Wilson voltou à competição 4 meses depois, terminou em 2º lugar no Gleanor Speyside Stages Rally. Afastado das pistas devido ao acidente, ainda assim terminou em 7º na geral na edição de 2005 do Campeonato Britânico de Rali, marcando 38 pontos.
Outros eventos de 2005 incluiram a vitória no Malcolm Wilson Rally, no McRae Stages Rally (é uma das etapas do Rali da Escócia) e no Rali da Irlanda inaugural, onde competiu com o actual co-piloto Michael Orr pela primeira vez.
A temporada de 2006 foi a primeira época completa no WRC, como piloto da Stobart Ford Team. Competiu nos 16 ralis, tornando-se no mais novo piloto de todos os tempos a ganhar uma etapa de um rali, foi na super especial de Córdoba no Rali da Argentina, tendo conquistado pontos para o campeonato, e tendo no final terminado na 8ª posição. Terminou a temporada no 28º lugar com um ponto, mas terminando todas as provas que disputava, um feito não igualado por nenhum outro piloto em 2006
Sabe-se que Malcolm Wilson tem um plano de 5 anos para Matthew, começando em 2006 indo até 2010. 2006 foi o ano da aprendizagem, tendo-lhe sido dito que termina-se todos os ralis, sendo os pontos apenas um bónus. Em 2007, Matthew e o seu co-piloto Orr competem apenas para os pontos de construtores.

## Galeria

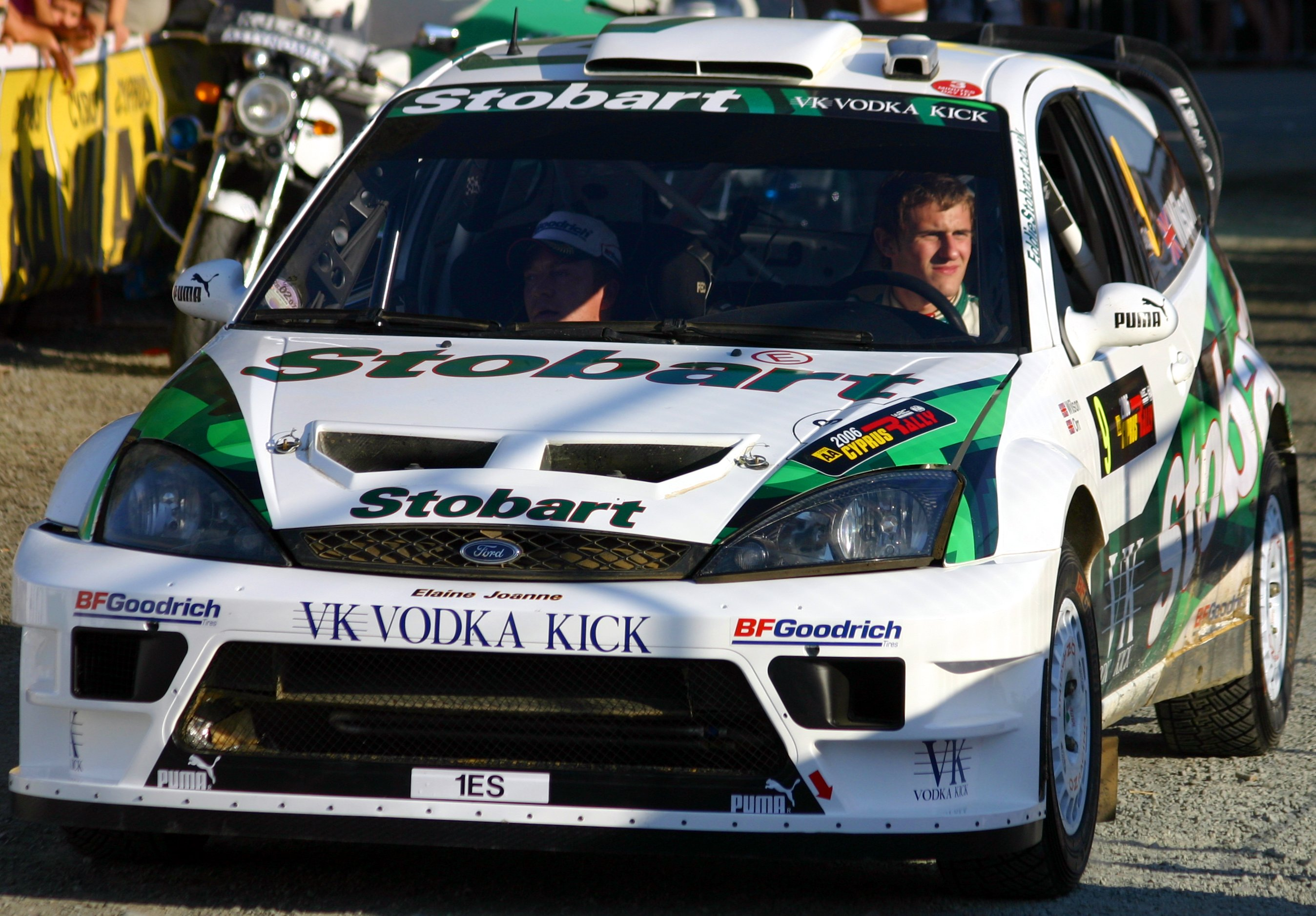
Rali do Chipre em 2006
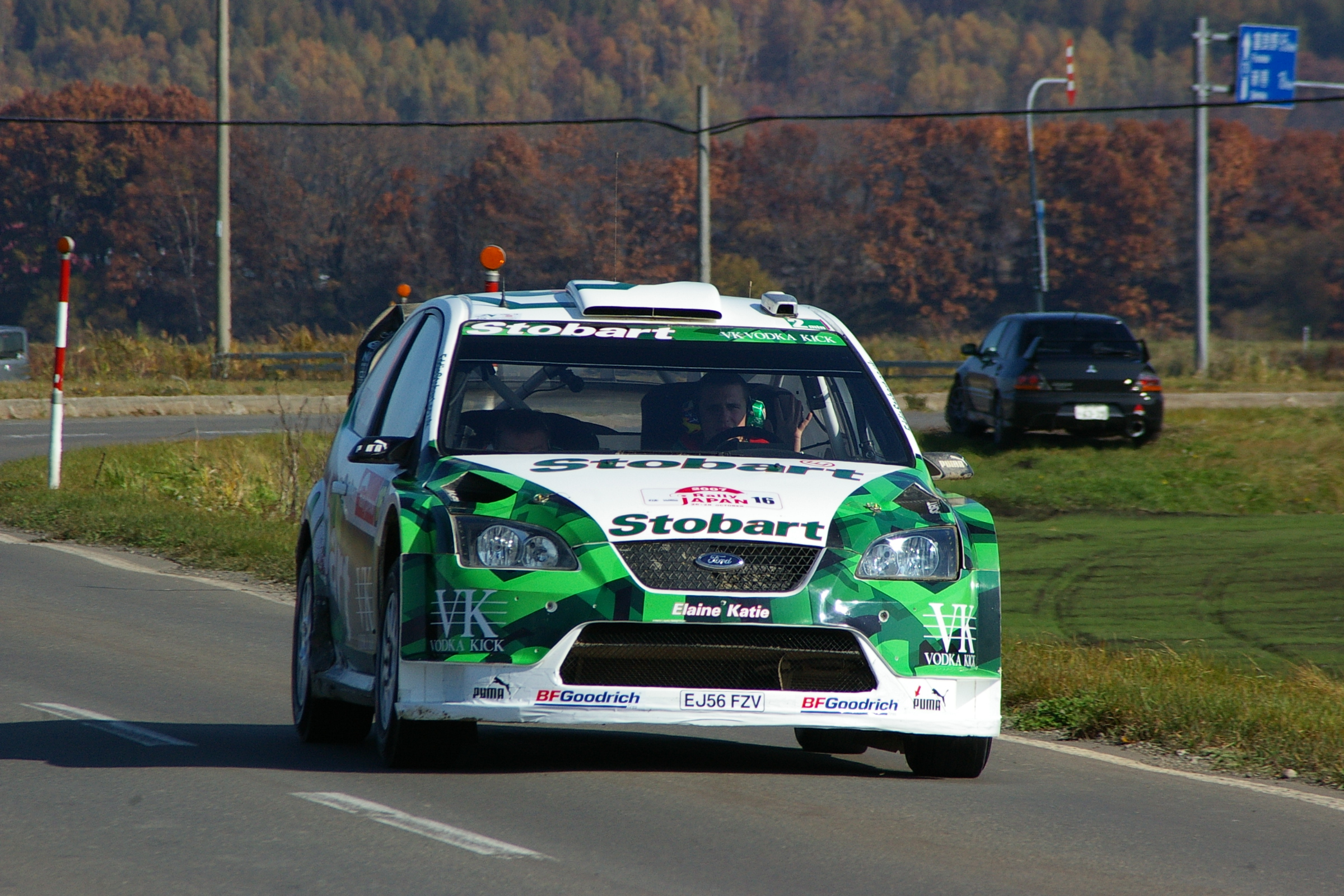
Rali do Japão em 2007